# Hydrotaea albipuncta
Hydrotaea albipuncta är en tvåvingeart som först beskrevs av Zetterstedt 1845.  Hydrotaea albipuncta ingår i släktet Hydrotaea och familjen husflugor. Arten är reproducerande i Sverige. Inga underarter finns listade i Catalogue of Life.